# Head Hunters
Head Hunters ist das zwölfte Studioalbum des Jazz-Musikers Herbie Hancock. Es wurde am 13. Oktober 1973 bei Columbia Records veröffentlicht. Die Aufnahmen zum Album fanden im September 1973 in den Wally Heider Studios und Different Fur Studios in San Francisco, Kalifornien, statt. Das Album ist eine Schlüsselveröffentlichung in Hancocks Karriere und zugleich ein „umstrittenes“ Werk. Es ist das erste Jazzalbum überhaupt, das einen Platinstatus erreichte. Auf dem Album-Cover ist im Vordergrund Hancocks Gesicht verdeckt von einem elektrischen Messinstrument, das an die Form einer afrikanischen Maske erinnert, die dem Baoulé-Stamm der Elfenbeinküste zugeordnet ist.
Es war eines der ersten Jazz-Alben, das Elemente des Funk und der elektronischen Musik integrierte und dadurch einen neuen Sound schuf. Mit Songs wie „Chameleon“ und „Watermelon Man“ brachte Hancock eine frische Energie in den Jazz und eröffnete neue kreative Möglichkeiten für Musikerinnen und Musiker. Das Album war kommerziell erfolgreich und half dabei, den Jazz einem breiteren Publikum zugänglich zu machen.

## Hintergrund
Head Hunters folgte auf eine Serie von tendenziell experimentellen Alben des Hancock Sextetts, Mwandishi (1970), Crossings (1971) und Sextant (1973), das zu einer Zeit veröffentlicht wurde, als Hancock nach neuen Richtungen für seine Musik suchte. Dieses Sextett, „das sich durch ein besonders kreatives und inspiriertes Zusammenspiel auszeichnete“, musste Hancock aufgrund kommerzieller Probleme auflösen.
In den Liner Notes zu Head Hunters schrieb Hancock:

“I began to feel that I had been spending so much time exploring the upper atmosphere of music and the more ethereal kind of far-out spacey stuff. Now there was this need to take some more of the earth and to feel a little more tethered; a connection to the earth...I was beginning to feel that we (the sextet) were playing this heavy kind of music, and I was tired of everything being heavy. I wanted to play something lighter.”

„Ich spürte, dass ich zu viel Zeit damit verbracht hatte, die obere Atmosphäre der Musik und die mehr ätherische Art von super spacigen Sachen zu erforschen. Nun gab es dieses Bedürfnis, etwas mehr Erde zu nehmen und sich ein wenig mehr angebunden zu fühlen; eine Verbindung zur Erde...Ich spürte, dass wir [das Sextett] diese schwere Art von Musik spielten, und ich war müde von allem Schweren. Ich wollte etwas Leichteres spielen.“

Für das Album stellte Hancock eine neue Band zusammen, The Headhunters, von deren Mitgliedern nur Bennie Maupin bereits zum vorigen Sextett gehört hatte. Hancock spielte alle Synthesizerstücke selber, während er bis dahin von Patrick Gleeson unterstützt wurde. Er entschied sich gegen eine Gitarre und favorisierte stattdessen den Einsatz des Clavinets, das eines der den Sound bestimmenden Instrumente auf dem Album wurde.
Die neue Band besaß eine am Funk-orientierte Rhythmus-Gruppe, das Album hat einen entspannten, funkigen Groove, der das Album für ein breiteres Publikum zugänglich machte. 

## Aufbau des Albums

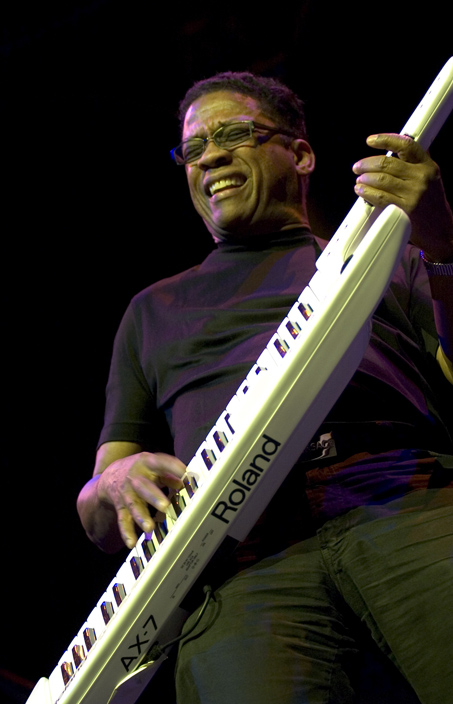
Herbie Hancock (2006)

Auf dem Album sind vier Stücke, von denen nur Watermelon Man nicht speziell für das Album geschrieben wurde. „Der Aufbau des Albums war raffiniert.“
Das Stück Chameleon fungierte als „funky Auftakt“ mit einer leicht wiedererkennbaren Einleitung (1:29), einer funkigen Basslinie, die auf einem ARP-Odyssey-Synthesizer gespielt wurde. Wie bereits der Songtitel nahelegt, sind die Klänge nicht immer das, was sie zu sein scheinen; auch die hinzukommende „Gitarre“ wird von Hancock auf den Keyboards gespielt. Dieses groovige Motiv mit einem ostinaten Schlagzeug, das auch Clave-Funktion hat, organisiert das gesamte Stück. Aus ihm entsteht nach 7:42 ein zweites Thema, über das erstmals auf den Keyboards jazzorientiert improvisiert wird (bis das Stück nach einem erinnernden Riff (11:41) nach weiteren anderthalb Minuten wieder zum ursprünglichen Thema zurückkehrt). Ein im ersten Teil des Stückes zu hörendes Solo von Hancock schöpfte eher rockorientiert die Möglichkeiten des Synthesizers aus und „ließ es pfeifen, pitchen, modulieren.“
Watermelon Man ist ein Jazzstandard aus Hancocks Hard-Bop-Tagen, der bereits auf seinem Debüt-Album Takin’ Off veröffentlicht und 1963 ein Hit wurde; das Stück wurde von Hancock und Mason für Head Hunters geschickt überarbeitet und wurde dabei „rhythmisch komplex“ und „afrikanesk“: Einleitend bläst Bill Summers auf einer Flasche und imitiert dabei sehr geschickt die Hindewhu-Eintonflöten der zentralafrikanischen BaBenzélé-Pygmäen; mit diesen repetitiven Sounds hört das Stück auch wieder auf. Mit nur 79 bpm ist diese Version des Stückes eigentlich zu langsam für ein typisches Funkstück, hat aber eine sehr starke Betonung auf dem ersten Beat.
Auf die beiden Stücke der Rückseite der ursprünglichen LP hatte Miles Davis einen besonderen Einfluss: Sly ist dem Pionier der Funk-Musik, Sly Stone, dem Bandleader von Sly & the Family Stone, gewidmet. Das letzte Stück, Vein Melter, ist eine Ballade, bei der Hancock und Maupin im Vordergrund stehen: Hancock spielt dabei hauptsächlich Fender Rhodes Electric Piano, Maupin ist zumeist auf der Bassklarinette zu hören.

## Wirkungsgeschichte
Das Album verkaufte sich zunächst nur langsam. Erst nach einem Vierteljahr erreichte es die Billboard 200 am 12. Januar 1974. Bedingt durch eine schlechte Vermarktungspolitik dauerte es noch mehrere Monate, bis das Album schließlich seine Spitzenposition auf Platz 13 der amerikanischen Popcharts erreichte; bis Ende 1974 waren 750.000 Exemplare verkauft, mehr als zuvor je ein anderes Jazzalbum erreichte. Letztlich wurde es mehr als eine Million Mal in den USA verkauft.

## Das Album in der Kritik
Von der Jazzkritik ist das Album sehr unterschiedlich beurteilt worden: Für einen Teil der Kritiker ist es Hancocks „Einstieg in seine zweifelhafte kommerzielle Phase, die bis zu dem Instrumental-Welthit Rock It (auf Future Shock, 1983) allerlei zweitrangiges Disco-Material hervorbrachte. Den anderen gilt es als Klassiker des synthetisch geprägten Fusion-Sounds der frühen Siebziger, der sich nebenher millionenfach verkaufte.“ Lee Underwood meinte: „Schlimmstenfalls ist es kommerzieller Müll, bestenfalls ist es so schizoid wie die Angebote Frank Zappas.“ Auch Joachim-Ernst Berendt urteilte: „Es ist unglaublich, dass ein Mann mit dem Level an Errungenschaften und einem musikalischen Reichtum wie Hancock ein solches Album machen sollte.“ Der Jazzhistoriker Steven F. Pond wies darauf hin, dass das Album zunächst tatsächlich keine Erfolge im Jazzbereich, sondern vor allem im afroamerikanischen Popbereich hatte.
Die US-amerikanische Musikzeitschrift Rolling Stone wählte das Album 2003 auf Platz 498 der 500 besten Alben aller Zeiten. In der Aufstellung von 2012 war es nicht enthalten. 2020 belegte es Platz 254.
Im Jahr 2007 wurde es von der Library of Congress in die National Recording Registry aufgenommen, das „kulturell, historisch oder ästhetisch wertvolle Aufnahmen“ des 20. Jahrhunderts sammelt. 2009 folgte die Aufnahme in die Grammy Hall of Fame.
Aaron Basiliere beurteilte das Album bei All About Jazz überaus positiv: „Darüber hinaus veränderte es letztlich die Art, wie die Menschen Musik hörten, es öffnet die Tür zu neuen musikalischen Klangwelten und Möglichkeiten. Allein aus diesem Grund bleibt Head Hunters eine der gefragtesten und einflussreichsten Jazz-Aufnahmen, die jemals kreiert wurde.“
Richard Cook und Brian Morton zeichneten das Album mit der Höchstbewertung aus und sahen es als Resultat Miles Davis’ Rückbesinnung auf die Musik Sly Stones und James Browns. Es sei „eine ansteckend funkige und durch und durch fröhliche Platte“; lediglich die Schlussnummer Vein Melter deute eine gewisse Melancholie an; es sei wohl der Höhepunkt des Albums und stelle die Verbindung zu einer eher introvertierten Musik der frühen 1970er Jahre her. Die Kritiker hoben besonders die Bedeutung Bennie Maupins hervor, sie sei mit der Wayne Shorters bei Weather Report vergleichbar; entscheidend sei dabei weniger der solistische Beitrag, sondern die Art und Weise, wie er punktuelle Stimmungen schaffe. Hancock glänze solistisch vor allem im viertelstündigen Chameleon.
Die Musikzeitschrift Jazzwise wählte das Album auf Platz 17 in der Liste The 100 Jazz Albums That Shook the World. Stuart Nicholson schrieb:

“It may have been jazz-rock after Bitches Brew, but after Head Hunters jazz-funk was the flavour de jour. Inspired by Sly and the Family Stone’s Thank You (Falettinme Be Mice Elf Agin) there’s even a tribute track on it called Sly. The release represented a u-turn of spectacular proportions from the more esoteric direction mapped out on Crossings and Sextant to an album aimed squarely at the dance floor which is where it scored. Chameleon, the single taken from the album (also a biggie for Maynard Ferguson), sped up the Billboard chart to number 13 and made this one of the biggest selling jazz albums of all time”

„Vielleicht war es Jazz-Rock nach Bitches Brew, aber nach Head Hunters war Jazz-Funk der letzte Schrei. Inspiriert von Sly and the Family Stone’s Thank you (Falettinme Be Mice Elf Agin) gibt es sogar einen Hommagetitel names Sly. Die Veröffentlichung markiert eine Kehrtwende spektakulären Ausmaßes von der eher esoterischen Richtung von Crossings und Sextant zu einem Album, das direkt auf die Tanzfläche zielt und wo es punktet. Chameleon, die Singleauskopplung aus dem Album (auch ein Biggie für Maynard Ferguson), beförderte es auf Platz 13 der Billboard-Charts und machte es zu einem der meistverkauften Jazz-Alben aller Zeiten.“

Die deutschsprachige Ausgabe des Magazins Rolling Stone wählte das Album 2013 in der Liste der 100 besten Jazz-Alben auf Platz 37.
In der Auswahl der 100 besten Alben der 1970er Jahre von Pitchfork belegt Head Hunters Platz 68. Die Komposition Chameleon erreichte Platz 128 der 200 besten Songs des Jahrzehnts.
Das Album gehört zu den 1001 Albums You Must Hear Before You Die.

## Titelliste
Bis auf Chameleon stammen alle Kompositionen von Herbie Hancock alleine.
Seite 1
1. Chameleon (H. Hancock, P. Jackson, H. Mason, B. Maupin) – 15:41
2. Watermelon Man – 6:29

Seite 2
1. Sly – 10:15
2. Vein Melter – 9:09